# Pam Chun
Pam Chun là một nhà văn và nhà tư vấn tiếp thị, đáng chú ý nhất là tác giả của cuốn sách The Money Dragon.

## Giáo dục
Sinh ra và lớn lên ở Hawaii trong một gia đình kể chuyện, Pam Chun theo học tại Punahou, Đại học Hawaii và tốt nghiệp bằng danh dự của Đại học California, Berkeley. Các ấn phẩm gần đây bao gồm các tác phẩm về người Mỹ gốc châu Á Thái Bình Dương và Hawaii.

## Thành tựu văn học
Pam đã được phỏng vấn và giới thiệu trên Đài phát thanh công cộng quốc gia, tại Viện Smithsonian ở Washington, DC, tại Hội nghị của Cục lưu trữ và lưu trữ quốc gia về người Mỹ gốc Á và người dân đảo Thái Bình Dương, và trong bộ phim tài liệu năm 2004, Khu phố Tàu của Hawaii, được công chiếu trên Hawaii PBS. Pam đã là một diễn giả tại Liên hoan văn học đầu tiên của Alameda dành cho độc giả, Litquake đầu tiên của San Francisco, Hội nghị Nhà văn San Francisco, Hội thảo của Nhà văn Tre và nhiều trường đại học. Các cuộc phỏng vấn nhiều trang của Pam và các ấn phẩm của cô xuất hiện trên tờ San Francisco Chronicle, The Advertising Advertising, The Star Star Bulletin, Seattle International Examiner, South China News (Trung Quốc) và Alameda Magazine. Nhận xét về tiểu thuyết của cô đã xuất hiện trên các ấn phẩm quốc gia và quốc tế (Tạp chí Châu Á về Sách và Nam Trung Quốc).
The Money Dragon, cuốn tiểu thuyết đầu tiên của Pam, được đặt tên là một trong những cuốn sách hay nhất năm 2002 ở Hawaii, đứng đầu các bảng xếp hạng bán chạy nhất trong nhiều tháng sau khi phát hành bìa cứng và bìa mềm. Năm 2003, cuốn tiểu thuyết của cô đã nhận được Giải thưởng Kapalapala Po`okela vì sự xuất sắc trong văn học từ Hiệp hội Nhà xuất bản Sách Hawaii. The Money Dragon, một câu chuyện về Old Hawaii, là câu chuyện về ông cố của Pam, Lau Ah Leong, một trong những huyền thoại của Hawaii và người sáng lập Khu phố Tàu của thành phố Honolulu, mặc dù có sức mạnh và sự giàu có to lớn Hawaii hoặc của người Hoa ở Hawaii. Đó là một câu chuyện về các nền văn hóa, những người phụ nữ được trao quyền, sự xung đột của luật pháp Hawaii, Lãnh thổ và Liên bang, và sức mạnh của tình yêu. Tuyển tập Honolulu Stories (2006) bao gồm một đoạn trích từ The Money Dragon.
Cuốn tiểu thuyết thứ hai của Pam Chun, Khi những vị thần kỳ lạ kêu gọi, mở rộng về một trong những vụ bê bối của gia đình khét tiếng của cô, tập trung vào cuộc đụng độ của các nền văn hóa đương đại ở Hawaii và nhận Giải thưởng Ka Palapala Po`okela năm 2005 về Xuất sắc trong văn học.
Cuốn tiểu thuyết thứ tư của Pam Chun Tên trộm trà hoàn hảo đã được xuất bản vào năm 2014. Dưới vỏ bọc của một thợ săn thực vật thiếu kinh nghiệm cho Hiệp hội trồng trọt Anh, một Scot tên là Robert Fortune đánh cắp bí mật sản xuất trà của Trung Quốc, một hành động gián điệp công nghiệp trơ trẽn tàn phá nền văn minh 5.000 năm của Trung Quốc. The Perfect Tea Thief, về tập phim ít được biết đến này. Tên trộm trà hoàn hảo là một câu chuyện về sự lừa dối và dối trá, trong một đất nước có truyền thống sụp đổ dưới sức mạnh của công nghiệp hóa trong một cuộc đụng độ của Đế chế.
Pam Chun là thành viên của Hội đồng tư vấn điều hành cho Trung tâm Vành đai Thái Bình Dương của Đại học San Francisco, chủ tịch Hội nghị bàn tròn phụ nữ, gần đây trong Hội đồng quản trị của Hiệp hội cựu sinh viên California tại Đại học California, Berkeley, và là một sĩ quan trong 30 năm trên Hội đồng Chương Trung Quốc của CAL. Cô là một trong những Người kể chuyện kỳ cựu tại Bảo tàng Nghệ thuật Châu Á San Francisco. Pam được Hiệp hội từ thiện hợp nhất Trung Quốc vinh danh là một trong bốn người nước ngoài xuất sắc năm 2004. Cô từng làm giám khảo tiểu thuyết cho Giải thưởng Kiriyama năm 2007 và 2008 cho Văn học Vành đai Thái Bình Dương.
Cô sống ở khu vực vịnh San Francisco cùng với chồng, thủy thủ Transpac Fred J. Joyce III. Cô có một con trai, một nhà ngoại giao Hoa Kỳ đóng quân ở nước ngoài.

## Nghề nghiệp
Pam Chun là cố vấn tiếp thị cho các công ty công nghệ cao và công nghệ sinh học cao cấp ở Vùng Vịnh, và là nhà tư vấn phát triển khán giả châu Á cho Bảo tàng Nghệ thuật Châu Á San Francisco và Đại học California, Berkeley. Các ấn phẩm gần đây bao gồm các tác phẩm về người Mỹ gốc châu Á Thái Bình Dương và Hawaii.
Cuốn tiểu thuyết đầu tiên của cô, THE MONEY DRAGON, mà cô đã được trao tặng một phần thưởng của Gubernatorial California, đã bắt được câu chuyện thực sự của ông cố của cô, Lau Ah Leong, người sáng lập khu phố Tàu của Honolulu và gia đình của vợ anh ta và mười đứa con trai trong những ngày đầy màu sắc của Hawaii cũ. Trong chuyến đi gây quỹ tới Hawaii cho CAL với Thủ tướng Tiến, Thượng nghị sĩ Hiram Fong nói với Chun rằng ông cố của cô, L. Ah Leong, đã thành lập khu phố Tàu của Honolulu và sở hữu doanh nghiệp bán lẻ lớn nhất ở Quần đảo Hawaii. Cuốn tiểu thuyết kết quả, THE MONEY DRAGON, nhanh chóng trở thành một cuốn sách bán chạy nhất ở Hawaii. Nó được đặt tên là một trong những cuốn sách hay nhất năm 2002 ở Hawaii bởi tờ Star Star Bulletin và nhận được Giải thưởng danh dự Ka Palapala Po`okela năm 2003 từ Hiệp hội nhà xuất bản sách Hawaii vì sự xuất sắc trong văn học về Hawaii.
Cuốn tiểu thuyết thứ hai của cô, Khi những vị thần kỳ lạ kêu gọi, đã giành giải thưởng Ka Palapala Po`okela năm 2005 cho sự xuất sắc trong văn học.
Pam Chun xuất hiện thường xuyên trên National Public Radio, tại Viện Smithsonian ở Washington DC, tại Hội nghị Cơ quan lưu trữ và hồ sơ quản lý của quốc gia về người Mỹ gốc Á và Thái Bình Dương, và trong bộ phim tài liệu năm 2004, “Chinatown của Hawai`i.” 
Pam Chun nằm trong ban cố vấn điều hành cho Trung tâm vành đai Thái Bình Dương của Đại học San Francisco, chủ tịch Hội nghị bàn tròn phụ nữ và là người kể chuyện cho Bảo tàng nghệ thuật châu Á của San Francisco. Cô là một giám khảo tiểu thuyết cho Giải thưởng sách Kiriyama năm 2006 và 2007. Năm 2004, Pam được Hiệp hội từ thiện hợp nhất Trung Quốc đặt tên là Người nước ngoài xuất sắc